# Ain Kana
Ain Qana (عين قانا) est un village chiite du Liban du Sud.